# Bromus gracillimus
Bromus gracillimus là một loài thực vật có hoa trong họ Hòa thảo. Loài này được Bunge mô tả khoa học đầu tiên năm 1851.